# Avensac
Avensac är en kommun i departementet Gers i regionen Occitanien i sydvästra Frankrike. Kommunen ligger i kantonen Mauvezin som tillhör arrondissementet Condom. År 2022 hade Avensac 73 invånare.

## Befolkningsutveckling
Antalet invånare i kommunen Avensac
Referens:INSEE